# Kartenbesteck

Kartenbesteck, bestehend aus Kursdreieck (links), Kartenzirkel (rechts-oben – abgebildet ist ein Einhandkartenzirkel) und Anlegedreieck (unten) auf einer Seekarte des BSH

 Unter dem Begriff Kartenbesteck (auch Navigationsbesteck, Seekartenbesteck, nautisches Besteck) fasst man auf Schiffen das Anwenden der typischen Hilfsmittel für die Navigation in gedruckten Seekarten zusammen. Das Kartenbesteck dient insbesondere der Übertragung von gemessenen Peilungen, Standlinien und Abständen in eine Seekarte. Dann können mit Hilfe des Kartenbestecks Kurse und Distanzen in der winkeltreuen Karte abgesteckt werden. Das klassische Kartenbesteck ist insbesondere für die Benutzung mit Mercatorkarten geeignet.

## Umfang
Das Kartenbesteck besteht in der Regel aus dem Verwenden von Kursdreieck, Anlegedreieck und einem Kartenzirkel, wobei als Anlegedreieck in der Praxis häufig ein zweites Kursdreieck verwendet wird. Alternativ kann anstelle der zwei Dreiecke auch ein verstellbares Parallellineal zum Einsatz kommen. Der Einsatz dieses Zeichengerätes ist insbesondere im angloamerikanischen Raum weit verbreitet. Erforderlich für die Kartennavigation sind ferner ein spitzer Bleistift zur graphischen Übertragung von Informationen in die Seekarte sowie ein Radiergummi für eventuelle Korrekturen oder Löschungen.

## Verwendung
Die beiden Kursdreiecke und das Parallellineal dienen der Übertragung von Peilungen, linearen Standlinien und Kursen, also Richtungen, in die Seekarte. Die Skalierung an den Geräten erlaubt die Ausrichtung der Basis des Kursdreieckes und der Schenkel das Parallellineals in einem bestimmten Winkel zu den in Mercatorkarten parallel eingezeichneten Meridianen und eine anschließende Übertragung in den gewünschten Kartenbereich durch Anlegen und Verschieben mit Hilfe des Anlegedreiecks. Bei Verwendung des Parallellineals erfolgt das winkeltreue Verschieben des eingestellten Winkels durch Fixieren des einen und anschließendes Positionieren des zweiten Schenkels. Die Ausführung der beweglichen Verbindung zwischen den beiden Schenkeln stellt dabei sicher, dass beide Schenkel über den gesamten Bewegungsspielraum hinweg parallel gehalten werden und somit eine Übertragung des eingestellten Winkels in jeden Bereich der Karte möglich ist. Der Kartenzirkel dient zum Abtrag von am Kartenrand auf Höhe des jeweiligen Zielgebietes in der Karte abgegriffenen Distanzen und zur anschließenden Übertragung der Strecke in die Karte selbst.

## Bedeutung in der modernen Navigation
Der Einsatz des klassischen Kartenbestecks verliert mit der zunehmenden Verbreitung von elektronischen Seekartensystemen wie zum Beispiel ECDIS gegenwärtig an Bedeutung. Die Funktionalität des klassischen Kartenbestecks wird in diesen Systemen von Softwaretools, zum Beispiel dem VRM (Variable Range Marker) oder EBL (Electronic Bearing Line), übernommen. Auf Schiffen, die mit einem elektronischen Seekartensystem ausgerüstet sind, können im Sinne der Redundanz immer noch Papierkarten mitgeführt und als Back-Up benutzt werden. Der fachgerechte Umgang mit dem Kartenbesteck bleibt daher weiterhin wichtiger Bestandteil der Navigationsausbildung in der Berufs- sowie Sportschifffahrt und entsprechende Kenntnisse müssen im Rahmen einer Kartenaufgabenprüfung entsprechend nachgewiesen werden.